# 나대로 선생
《나대로 선생》은 이홍우가 동아일보에 연재한 네컷 만화이다.
1980년 11월 12일부터 동아일보 사회면과 2005년 1월 1일부터 종합면을 배치에 이동하며, 2007년 12월 28일부터 작가가 대한민국 제18대 국회의원 선거에 출마하며 연재가 중단되었다.

## 문제점
- 나대로의 부인은 작가의 남녀 차별적 의식을 반영한 것이라고 하여 비판의 대상이 되어 왔다.(등장인물 참조)

## 등장인물
- 나대로 : 주인공. 비싼 물건도 없고, 항상 신문이나 보는 것으로 보아 상류층은 아닌듯 하지만 구직 광고 등을 보지 않는 것으로 보아 생활이 어려운 편도 아닌 중산층으로 보인다. 데모나 시위를 싫어하는 상당히 보수적인 인물.
- 나대로 부인 : 나대로에게 항상 커피, 차, 신문을 가져다 준다. 머슴형 주부의 대표. 남녀 차별적이라고 하여 이 캐릭터는 상당히 비판의 대상이 되어 왔다.
- 나대로의 동료 : 나대로와 함께 말하거나 화두를 던진다.
- 점집 할아버지 : 나대로가 가끔 찾아가는 역술인. 세상을 향하여 신랄한 독설을 늘어놓지만, 동아일보의 보수적인 색채에서 벗어나지는 않고 있다.